# Malcom (Stati Uniti d'America)
Malcom è un comune degli Stati Uniti d'America, situato nello Stato dell'Iowa, nella contea di Poweshiek.